# Suðurland

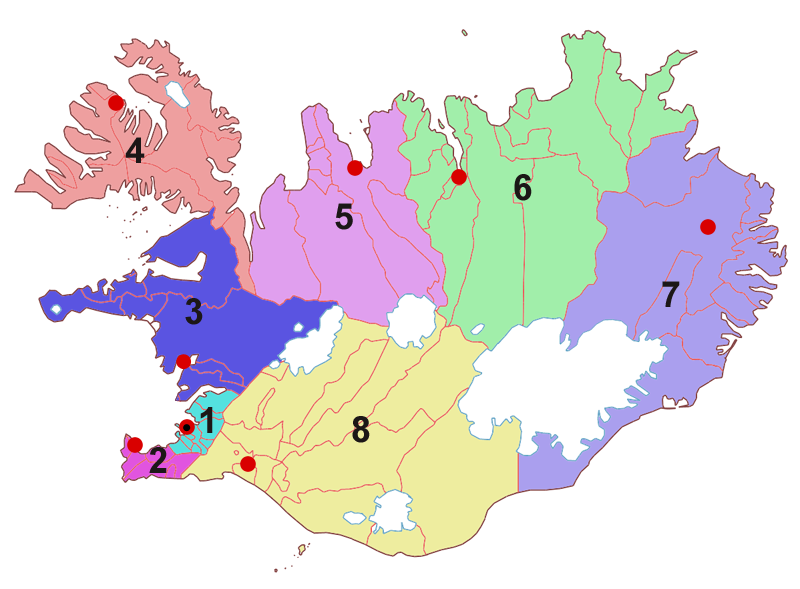
Översiktskarta, Suðurland nr 8

Lägeskarta

Suðurland (Sydlandet) är en av Islands 8 landsvæði (Islands regioner).

## Geografi
Suðurland ligger i landets sydvästra del och har en area av cirka 24 526 km².
Befolkningen uppgår till cirka 23 500 invånare . Huvudorten är Selfoss.
Islands sydligaste platser ligger i Suðurland med Dyrhólaey på fastlandet och Surtsey som landets sydligaste plats.

## Indelning  i kommuner
- Árborg
- Ásahreppur
- Bláskógabyggð
- Grímsnes- og Grafningshreppur
- Hveragerðisbær
- Hrunamannahreppur
- Mýrdalshreppur
- Rangárþing eystra
- Rangárþing ytra
- Skaftárhreppur
- Skeiða- og Gnúpverjahreppur
- Ölfus
- Västmannaöarna

## Historik
Vid sekelskiftet 1800/1900, under Danmarks styre, var Island indelad i tre amt: Norð, Vest och Suð. Därefter indelades landet i fyra fjärdingar: Vestfirðingafjórðungur, Norðlendingafjórðungur, Austfirðingafjórðungur och Sunnlendingafjórðungur. Senare kom indelningen att gälla regioner. 1937 ökades antalet regioner till fem, 1945 till sju och 1960 till åtta regioner.
Före 2003 utgjorde regionerna även landets valkretsar, innan valkretsarnas gränser ändrades för att förbättra balansen vid val. Idag används regionerna främst av statistiska skäl. Även landets postnummer följer regionerna med ett fåtal undantag.